# NGC 4349
NGC 4349 је расејано звездано јато у сазвежђу Крст које се налази на NGC листи објеката дубоког неба.
Деклинација објекта је - 61° 52' 13" а ректасцензија 12h 24m 6,0s. Привидна величина (магнитуда) објекта NGC 4349 износи 7,4. NGC 4349 је још познат и под ознакама OCL 882, ESO 131-SC3.